# Universal Madness
Universal Madness är den brittiska ska/popgruppen Madness andra livealbum, släppt den 2 mars 1999. Det spelades in på Universal Amphitheater i Los Angeles. Spelningen var Madness första i USA sedan 1984.

## Låtlista
1. "One Step Beyond" - 3:28
2. "Embarrassment" - 3:16
3. "The Prince" - 3:30
4. "The Sun and the Rain" - 3:54
5. "My Girl" - 2:54
6. "Shut Up" - 3:24
7. "Baggy Trousers" - 2:40
8. "It Must Be Love" - 3:42
9. "Bed & Breakfast Man" - 2:24
10. "Our House" - 3:54
11. "Swan Lake" - 3:29
12. "Night Boat to Cairo" - 4:04
13. "Madness" - 3:40

## Medverkande
- Graham McPherson - sång
- Michael Barson - keyboard
- Lee Thompson - saxofon, sång
- Christopher Foreman - gitarr
- Mark Bedford - bas
- Daniel Woodgate - trummor
- Chas Smash - trumpet, sång